# Classement britannique
Le classement britannique est utilisé principalement dans les championnats de rugby. Il est à somme nulle : au cours d'un championnat, le total des points de tous les participants reste égal à zéro. Le barème des points est le suivant :
|          | Domicile | Extérieur |
| Victoire | 0        | +2        |
| Nul      | -1       | +1        |
| Défaite  | -2       | 0         |
| -------- | -------- | --------- |

Le classement britannique ne semble utilisé nulle part officiellement : c'est un indicateur utile en complément du classement officiel. En cours de championnat, il permet de relativiser les performances entre des d'équipes qui n'ont pas joué le même nombre de rencontres à domicile et/ou le même nombre de rencontres à l'extérieur. 
Une équipe mieux classée au classement britannique qu'au classement officiel doit avoir en principe des chances de progression pour la suite du championnat (matchs en retard à jouer, davantage de rencontres à domicile qu'à l'extérieur), dans le cas contraire, elle risque une régression. 
Ce classement n'a plus guère d'intérêt lorsque toutes les équipes ont disputé le même nombre de matchs tant à domicile qu'à l'extérieur (ce qui est très rare en cours de championnat). Les équipes sont alors classées dans le même ordre que dans le classement officiel si celui-ci n'accorde pas de bonus. 
Certains classements britanniques comptabilisent la victoire à 3 points (+3 pour une victoire à l'extérieur et -3 pour une défaite à domicile), ce qui revient à un bonus à la victoire puisque le nul reste à un point. Ce barème est critiquable parce qu'il s'ensuit une incohérence : 
Dans le cas simple et équilibré où deux équipes ont joué le même nombre de rencontres à domicile et le même nombre à l'extérieur : 
- si elles comptent le même nombre de victoires sans aucun nul, ces deux équipes auront le même nombre de points (équipes A et B du tableau ci-dessous), le classement ne tient pas compte de la répartition des victoires à l'extérieur ou à domicile, ce qui n'est d'ailleurs pas son but

- en revanche, l'équipe qui gagne à domicile et fait nul à l'extérieur marquera moins de points que l'équipe qui fait l'inverse (équipes C et D), le cas se produit également avec une défaite et un nul (équipes E et F).

Avec la victoire à 3 points, le classement britannique reste neutre vis-à-vis du terrain en l'absence de résultats nuls mais ne l'est plus sinon. Avec des résultats nuls, le point de bonus accordé à la victoire favorise l'équipe qui gagne à l'extérieur et réciproquement pénalise l'équipe qui perd à domicile. 
Avec la victoire à 2 points, le système reste cohérent : dans tous les cas, le nombre de points obtenu reste le même.
| Équipe | Domicile | Extérieur | V2 | V3 |
| A      | V        | D         | 0  | 0  |
| B      | D        | V         | 0  | 0  |
| C      | V        | N         | +1 | +1 |
| D      | N        | V         | +1 | +2 |
| E      | N        | D         | -1 | -1 |
| F      | D        | N         | -1 | -2 |
| ------ | -------- | --------- | -- | -- |

V2 : points obtenus au classement britannique avec la victoire à 2 points, V3 avec la victoire à 3 points.